# SD Gundam Generation: Colony Kaku Senki
SD Gundam Generation: Colony Kaku Senki (SDガンダムジェネレーション コロニー格闘記), également appelé SD Gundam Generation F, est un jeu vidéo de stratégie développé et édité par Bandai en septembre 1996 sur Super Nintendo. C'est une adaptation en jeu vidéo de la série basée sur l'anime Mobile Suit Gundam et notamment Super Deformed Gundam. C'est le dernier opus d'une série de six jeux vidéo appelée SD Gundam Generation.

## Série
1. SD Gundam Generation: Ichinen Sensouki (SD Gundam Generation A) : 1996, Super Nintendo
2. SD Gundam Generation: Gryps Senki (SD Gundam Generation B) : 1996, Super Nintendo
3. SD Gundam Generation: Axis Senki (SD Gundam Generation C) : 1996, Super Nintendo
4. SD Gundam Generation: Babylonia Kenkoku Senki (SD Gundam Generation D) : 1996, Super Nintendo
5. SD Gundam Generation: Zanscare Senki (SD Gundam Generation E) : 1996, Super Nintendo
6. SD Gundam Generation: Colony Kaku Senki (SD Gundam Generation F)